# Beatriz at Dinner
Beatriz at Dinner è un film del 2017 diretto da Miguel Arteta e scritto da Mike White.